# I Got a Woman
I Got a Woman (ursprungligen med titeln I've Got a Woman) är en sång skriven och inspelad av amerikanska soulmusikern Ray Charles. Låten släpptes som singel på Atlantic Records i december 1954 med "Come Back (Baby)" på b-sidan Båda sångerna dök senare upp på Ray Charles självbetitlade album från 1957 (som återutgavs 1962 som Hallelujah I Love Her So).